# 城巴25C線
城巴25C線是香港一條來往灣仔（會展新翼）和寶馬山的已停駛循環巴士路線。

## 歷史
- 1976年5月3日：中巴11A線為配合勵德邨落成而投入服務，來往勵德邨至灣仔碼頭，提供來往銅鑼灣及灣仔接駁渡輪的巴士服務。
- 1984年4月2日：中巴25M線投入服務，由寶馬山（天后廟道）單向前往金鐘地鐵站（東）（即金鐘站），只於平日早上提供服務。
- 1985年5月31日：為配合地鐵港島綫（即港鐵港島綫）柴灣站至金鐘站通車，25M線路線改由銅鑼灣開往寶馬山循環巴士線，並延長至每日早上及星期一至五傍晚提供服務。
- 1991年：25M線延長至灣仔碼頭。
- 1994年7月4日：25M線路線縮短為天后地鐵站（即天后站）往返寶馬山，改為袛於平日早上提供服務。
- 1997年8月4日：25M線路線延長至灣仔（會展新翼），並改經銅鑼灣及炮台山地鐵站（即炮台山站）往寶馬山。此外，服務時間延長並提升至全線空調巴士服務。
- 1998年2月：香港政府決定不再延續中巴的巴士路線專營權，並將11A及25M等十條路線的專營權，直接交予城巴。及後，城巴將兩線合併重組為25A及25C線。
- 1998年8月16日：25A及25C線投入服務，分別以逆時針及順時針方向，循環行走灣仔、銅鑼灣、勵德邨及寶馬山。
- 2013年7月14日：本線取消服務，併入25A線。

## 行車資料

### 行車路線
灣仔（會展新翼）開途經：博覽道東、灣仔碼頭巴士總站通道、灣仔碼頭巴士總站、灣仔碼頭巴士總站通道、天橋、菲林明道、軒尼詩道、怡和街、高士威道、*興發街、歌頓道、電氣道、電廠街、英皇道、炮台山道、天后廟道、寶馬山道、校園徑、寶馬山巴士總站、寶馬山道、雲景道、怡景道、勵德邨道、大坑道、銅鑼灣道、摩頓台、高士威道、伊榮街、邊寧頓街、怡和街、軒尼詩道、菲林明道、天橋、菲林明道、博覽道東。
- *平日0630-0830開出的班次抵達興發街，繞經銅鑼灣天后巴士總站、英皇道、銀幕街、琉璃街、英皇道、興發街後返回原線行駛。

### 車站一覽
| 灣仔（會展新翼）開 | 灣仔（會展新翼）開     | 灣仔（會展新翼）開       |
| ------------------ | ---------------------- | ------------------------ |
| 車站               | 車站名稱               | 位置                     |
| 1                  | 灣仔（會展新翼）       | 灣仔（會展新翼）巴士總站 |
| 2                  | 灣仔碼頭               | 灣仔碼頭巴士總站         |
| 3                  | 史釗域道               | 軒尼詩道                 |
| 4                  | 杜老誌道               | 軒尼詩道                 |
| 5                  | 灣仔消防局             | 軒尼詩道                 |
| 6                  | 百德新街               | 怡和街                   |
| 7                  | 維多利亞公園           | 高士威道                 |
| *                  | 天后站                 | 天后站公共運輸交匯處     |
| 8                  | 興發街                 | 興發街                   |
| 9                  | 歌頓道                 | 歌頓道                   |
| 10                 | 電氣道街市             | 電氣道                   |
| 11                 | 新時代廣場             | 英皇道                   |
| 12                 | 聖彼得堂               | 炮台山道                 |
| 13                 | 富嘉閣                 | 炮台山道                 |
| 14                 | 衡峰閣                 | 天后廟道                 |
| 15                 | 珊瑚閣                 | 天后廟道                 |
| 16                 | 雲峰大廈               | 天后廟道                 |
| 17                 | 北角配水庫遊樂場       | 天后廟道                 |
| 18                 | 百福道                 | 天后廟道                 |
| 19                 | 賽西湖公園             | 寶馬山道                 |
| 20                 | 賽西湖大廈             | 寶馬山道                 |
| 21                 | 寶馬山                 | 寶馬山巴士總站           |
| 22                 | 豐林閣                 | 寶馬山道                 |
| 23                 | 桂華山書院             | 雲景道                   |
| 24                 | 富麗園                 | 雲景道                   |
| 25                 | 萬德閣                 | 雲景道                   |
| 26                 | 雲景台                 | 雲景道                   |
| 27                 | 北角官立小學（雲景道） | 怡景道                   |
| 28                 | 怡景道                 | 怡景道                   |
| 29                 | 勵德邨勵潔樓           | 勵德邨道                 |
| 30                 | 勵德邨邨榮樓           | 勵德邨道                 |
| 31                 | 利群道                 | 大坑道                   |
| 32                 | 豪園                   | 大坑道                   |
| 33                 | 香港中央圖書館         | 摩頓台                   |
| 34                 | 興利中心               | 軒尼詩道                 |
| 35                 | 堅拿道東               | 軒尼詩道                 |
| 36                 | 北海中心               | 軒尼詩道                 |
| 37                 | 軒尼詩道官立小學       | 軒尼詩道                 |
| 38                 | 香港會議展覽中心       | 菲林明道                 |
| 39                 | 灣仔（會展新翼）       | 灣仔（會展新翼）巴士總站 |

- *平日0630-0830開出的班次繞經。

## 使用車輛

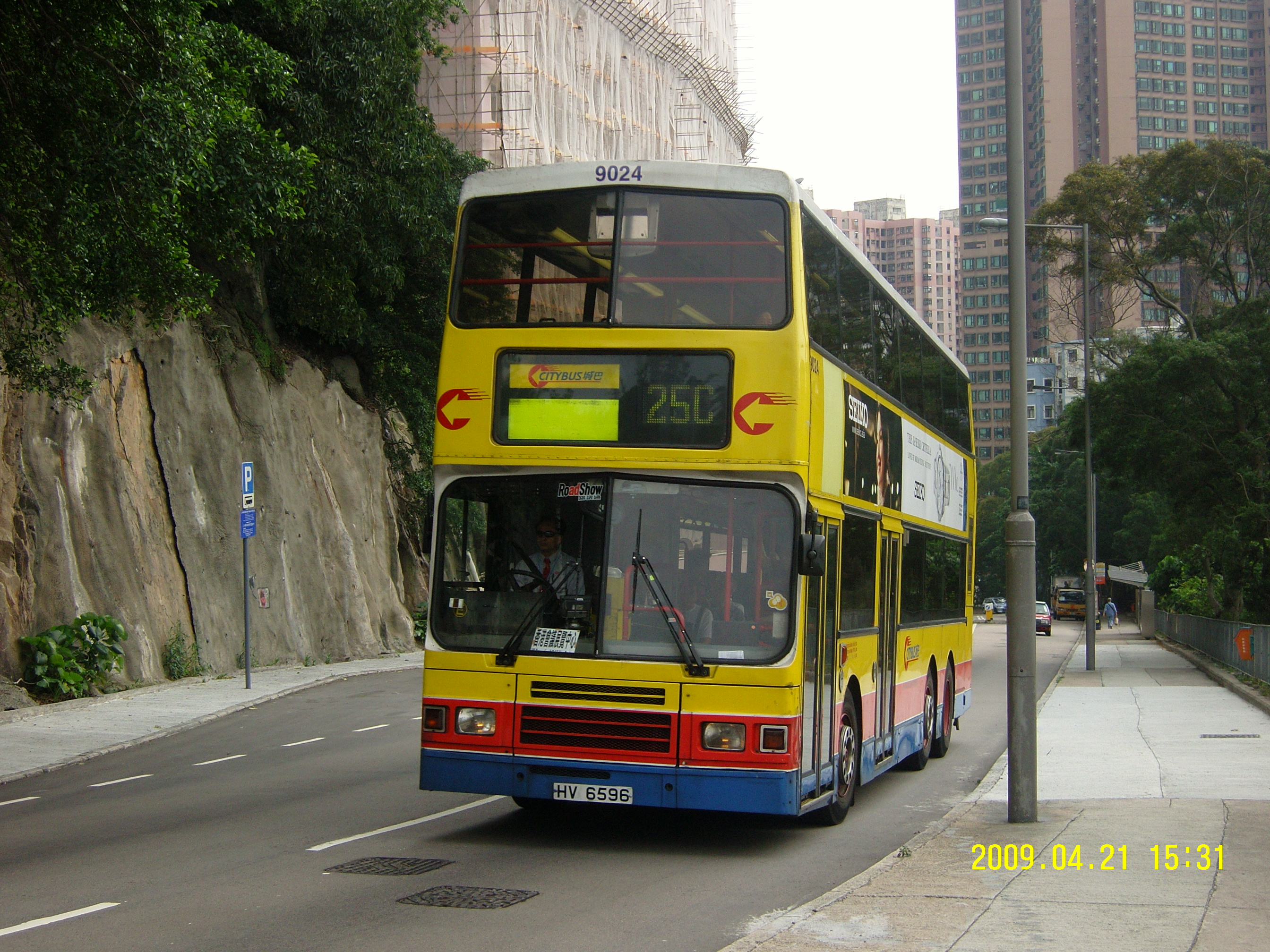
富豪奧林比安11米巴士（9xx、90xx）間中也會行走本線

現時行駛於25C線的巴士多為猛獅NL262（15xx），間中亦有富豪奧林比安11米（9xx、90xx）行走本線。

## 服務時間
- 逢星期一至六
  - 灣仔（會展新翼）開：0630-2330，8-20分鐘一班
- 逢星期日及公眾假期
  - 灣仔（會展新翼）開：0526-2400，15-20分鐘一班

### 時間表
| 灣仔（會展新翼）開 | 灣仔（會展新翼）開 | 灣仔（會展新翼）開 |
| ------------------ | ------------------ | ------------------ |
| 服務日期           | 服務時間           | 班次（分鐘）       |
| 逢星期一至星期六   | 0630-0700          | 15                 |
|                    | 0700-0738          | 8-12               |
|                    | 0738-2030          | 10-15              |
|                    | 2030-2330          | 20                 |
| 逢星期日及公眾假期 | 0700-0730          | 15                 |
|                    | 0730-2330          | 20                 |
| 寶馬山開特別班次   |                    |                    |
| 服務日期           | 服務時間           | 服務時間           |
| 逢星期一至星期六   | 0610, 0625, 0640   | 0610, 0625, 0640   |
| 逢星期日及公眾假期 | 0625, 0645         | 0625, 0645         |
|                    | 07:05              |                    |

- 本時間表只供參考之用，於2005年8月16日起生效，直至另行通告。

## 車費
| 灣仔（會展新翼）開 | 灣仔（會展新翼）開 | 灣仔（會展新翼）開 | 灣仔（會展新翼）開 | 灣仔（會展新翼）開 | 灣仔（會展新翼）開 | 灣仔（會展新翼）開 |
| ------------------ | ------------------ | ------------------ | ------------------ | ------------------ | ------------------ | ------------------ |
| 灣仔（會展新翼）   |                    |                    |                    |                    |                    |                    |
| $4                 | 灣仔消防局         | 灣仔消防局         | 灣仔消防局         | 灣仔消防局         | 灣仔消防局         | 灣仔消防局         |
| $4                 | $3.7               | 衡峰閣             | 衡峰閣             | 衡峰閣             | 衡峰閣             | 衡峰閣             |
| $4                 | $3.7               | $4                 | 寶馬山             | 寶馬山             | 寶馬山             | 寶馬山             |
| $4                 | $3.7               | $4                 | $4                 | 勵德邨勵潔樓       | 勵德邨勵潔樓       | 勵德邨勵潔樓       |
| $4                 | $3.7               | $4                 | $4                 | $3.7               | 香港中央圖書館     | 香港中央圖書館     |
| $4                 | $3.7               | $4                 | $4                 | $3.7               | $3.4               | 灣仔（會展新翼）   |

- 全程：$4
- 軒尼詩道近灣仔消防局往寶馬山：$3.7
- 衡峰閣（天后廟道）往寶馬山/灣仔（會展新翼）：$4
- 寶馬山（折返點）往灣仔（會展新翼）：$4
- 勵德邨勵潔樓（勵德邨道）往灣仔（會展新翼）：$3.7
- 香港中央圖書館（摩頓台）往灣仔（會展新翼）：$3.4

| - 本線設有12歲以下小童及65歲或以上長者半價優惠。 - 65歲或以上香港居民使用「樂悠咭」，以及12歲以下合資格殘疾兒童使用「殘疾人士身份」個人八達通繳付車資，均可享有每程$2.0或半價（以較低者為準）的票價優惠；12至64歲合資格殘疾人士使用「殘疾人士身份」個人八達通（包括「樂悠咭」），以及60至64歲香港居民使用「樂悠咭」繳付車資，均可享有每程$2.0或全費（以較低者為準）的票價優惠。 - 65歲或以上長者如使用長者或一般個人八達通繳付車資，則只可享有半價優惠；12至64歲合資格殘疾人士如不使用「殘疾人士身份」個人八達通，以及60至64歲人士如不使用「樂悠咭」繳付車資，必須繳付全費。 - 乘客可以現金或八達通於上車時付款，不設找續。 - 每位成人乘客可免費攜帶最多兩名4歲以下而不佔座位的兒童乘客乘車，超額之4歲以下小童必須繳付小童車費乘車。 - 九龍巴士、城巴及龍運巴士全職員工及家屬（不包括外判職員）可免費乘搭本路線，惟必須拍職員或職員家屬八達通。 - 乘客亦可使用AlipayHK「易乘碼」、支付寶、WeChatHK／微信支付「搭車碼」、銀聯雲閃付「乘車碼」及BOC Pay「乘車碼」、具有感應式支付功能的VISA、Mastercard及銀聯卡，以及Apple Pay、Google Pay及Samsung Pay流動支付平台繳付車資。使用此支付方式的乘客可享有中途下車之分段收費，以及與其他城巴獨營路線或聯營線城巴班次之轉乘優惠，惟不適用於與非城巴路線之轉乘優惠。乘客亦不能享有「公共交通費用補貼計劃」及「長者及合資格殘疾人士公共交通票價優惠計劃」。 |

### 八達通巴士轉乘優惠
乘客使用同一張八達通卡：
由灣仔（會展新翼）往寶馬山
- 在機場或大嶼山登上路線A11往市區的乘客可免費轉乘本路線。
- 路線 72（由華貴邨開出）/ 72A（由深灣開出）/ 76（由石排灣開出）/ 77（由田灣開出）/ 92（由鴨脷洲邨開出）/ 96（由利東邨開出）/ 592（由海怡半島開出）的乘客轉乘本路線，第二程可節省：成人：$1，小童或長者：$0.5
  - 轉乘地點：百德新街，怡和街

由寶馬山往灣仔（會展新翼）
- 乘客轉乘路線 72往華貴邨/ 72A往深灣/ 76 往石排灣/ 77往田灣/ 92往鴨脷洲邨/ 96往利東邨/ 592往海怡半島，第二程可節省：成人：$1，小童或長者：$0.5

轉乘地點：
- - 路線 25C → 72/ 72A/ 76/ 77/ 96/ 592：興利中心，軒尼詩道
  - 路線 25C → 92：嘉蘭中心，邊寧頓街